# Aviation English
Aviation English – specjalistyczna odmiana języka angielskiego używana na całym świecie przez pilotów lotnictwa cywilnego.

## Historia
Wraz z rozwojem transportu lotniczego w XX wieku pojawiła się kwestia bezpieczeństwa lotów i komunikacji między pilotami i kontrolerami ruchu lotniczego. Aby uregulować tę kwestię, w 1951 roku Organizacja Międzynarodowego Lotnictwa Cywilnego (ICAO) w konwencji chicagowskiej w dokumencie „ICAO Annex 10 ICAO (Vol I, 5.2.1.1.2)” wydała rekomendację nakazującą używanie języka angielskiego do międzynarodowej lotniczej komunikacji radiotelefonicznej.
W czasie rozwoju transportu lotniczego zdarzyło się wiele wypadków, gdzie jednym z głównych powodów zdarzenia był brak właściwej komunikacji bądź niezrozumienie komunikatu przez jedną ze stron: katastrofa lotnicza na Teneryfie w 1977 (583 ofiary śmiertelne), katastrofa lotu Avianca 52 w 1990 (73 ofiary śmiertelne), czy incydent lotu LO282 PLL LOT w 2007 roku. ICAO przyznała, iż „komunikacja, a zwłaszcza niewłaściwa bądź jej brak, odgrywa dużą rolę w wielu wypadkach lotniczych”, dlatego też w 2003 wydała uzupełnienie do swej rekomendacji. Dotyczyło ono poziomu języka, jakim musi posługiwać się osoba zajmująca się zawodowo pilotażem statku powietrznego w ruchu międzynarodowym.

### Skala ocen ICAO
Poziomy biegłości znajomości języka angielskiego podzielono w skali od 1 do 6, przy czym dopiero poziom czwarty uprawnia do wykonywania lotów w przestrzeni międzynarodowej.
Poziom 1-3 uprawnia do wykonywania operacji lotniczych jedynie w polskiej przestrzeni powietrznej.
Poziom 4 (tzw. operacyjny) – uprawnia do operacji lotniczych w międzynarodowej przestrzeni powietrznej. Weryfikacja znajomości języka odbywa się co 3 lata.
Poziom 5 – uprawnia do operacji lotniczych w międzynarodowej przestrzeni powietrznej. Weryfikacja znajomości języka odbywa się co 6 lat.
Poziom 6 – uprawnia do operacji lotniczych w międzynarodowej przestrzeni powietrznej. Jest nadawany dożywotnio i nie wymaga weryfikacji. Z automatu jest nadawany osobom, dla których język angielski jest mową ojczystą.
Nadawanie poziomu 6 z automatu osobom z anglojęzycznej części świata budzi wiele zastrzeżeń – jedną z nich jest fakt, iż nie znają one terminologii specjalistycznej; ponadto nie będąc nauczonymi porozumiewania się z osobami, dla których jest to język obcy, mówią zbyt szybko, używając nadmiernej ilości słów i demonstrują zniecierpliwienie, gdy ich wypowiedzi nie są zrozumiane przez drugą ze stron

## Testy
Wobec potrzeby standaryzacji znajomości lotniczego języka angielskiego, powstało wiele testów. Eurocontrol, we współpracy z ZHAW (Zurich University
of Applied Sciences; niem. Zürcher Hochschule für Angewandte Wissenschaften) i ENOVATE stworzyło test ELPAC (English Language Proficiency for Aeronautical Communication), jedyny test uznawany przez ICAO jako spełniający wszystkie wymagania językowe ICAO i dobre praktyki egzaminacyjne. Test ELPAC dla kontrolerów ruchu lotniczego całkowicie spełnia wymagania Dokumentu 9835, zaś wersja dla pilotów jest w trakcie przeglądu.
Inny test to TEA (Test of English for Aviation), uznawany przez wiele krajowych organizacji lotniczych, np. brytyjską Civil Aviation Authority. Oba testy egzaminują tylko rozumienie ze słuchu i komunikację ustną (nie ma części pisemnej ani rozumienia tekstu pisanego).